# アンフレンデッド: ダークウェブ
『アンフレンデッド: ダークウェブ』（原題:Unfriended: Dark Web）は、2018年に公開されたアメリカ合衆国のホラー映画。監督はスティーヴン・サスコ、主演はコリン・ウッデルが務めた。
本作は『アンフレンデッド』（2014年）の続編として製作されたが、前作とのストーリー上の繋がりはない。前作が死んだ人間の怨霊による怪奇現象などオカルト・ホラー色が強い内容であったのに対し、本作ではそういった要素はなく、PCハッキングや人為的な殺傷行為による描写に終始され、サスペンス・スリラーの要素が強い内容となっている。なお、本作はサスコの映画監督デビュー作となった。

## 概略
マタイアス・オブライエンは高性能の中古のラップトップPCを入手したが、その中には元の持ち主のものと思われるSNSアカウントの履歴が残っていた。マタイアスはそのアカウントを自分用に書き換えて使用することにした。彼は恋人のアマヤとSkypeで連絡を取る。聴覚障害を持つアマヤにマタイアスは自分が開発した手話を読み取って言葉に変換するアプリを見せるが彼女は手話をきちんと覚えようとしないマタイアスに不満を募らせる。
そんな中、マタイアスはSkypeで大学からの友人たちと夜の会話を楽しもうとする。高いコンピューター知識を持つデイモン、同じくコンピューター好きのレックス、ネットで自分の番組を持つAJ、同性の恋人同士で今朝婚約したばかりのナリとセレーナの4グループとたわいのない会話を楽しんでいたが、しばらくして、マタイアスはPCの不調を訴え、デイモンの手助けで調べてみると内部に謎の大容量のファイルが保存されていることに気が付いた。保存されていたファイルは主に動画であり、何らかの盗撮動画のようであった。しばらくしてマタイアスの元にPCの持ち主を名乗るアカウントから自分にそのPCを返却しろというメッセージが届く。実はマタイアスは行きつけのネットカフェに誰かが忘れていったものとして遺失物置き場にあったPCを失敬したのだった。
そこで、マタイアスの元に先ほどPCの返却を要求してきた人物とは別のアカウントから金銭のやり取りを示唆する内容とザ・リバーというアプリへの誘いのメッセージが届く。ザ・リバーは所謂ダークネットアプリでそこではカロンと名乗る集団が仮想通貨を用いた金銭のやり取りと報酬に乗じた要求、どんな人間をどんな拷問をして楽しむか、といったやり取りがなされていた。AJの指摘で動画のファイルを調べると動画の中には女性を拷問するシーンが映っているものが複数入っていた。ラップトップPCの持ち主はそのカロンの一員だったことを知ったマタイアス達。更に被害者の中に先日行方不明になったエリカ・ダンという女性がいることが発覚する。
そんな時、元のPCの持ち主であるカロン4を名乗る人物からPCを返却しなければ恋人であるアマヤを殺すという連絡が来る。直ぐにマタイアスは連絡を取ろうとするが代わりに出たアマヤのルームメイトであるケリーがマタイアスが見守る中、カロン4と思われる人物に射殺され、彼女の遺体は持ち去られてしまう。
アマヤの携帯電話を経由して常時監視状態にあり、他の面子にこの話をばらしたらアマヤを殺すという脅しをカロン4より受けたマタイアスは「今までの話は只のゲームナイトさ。全て作り話で皆を脅かすためだった」とデイモンたちに話して取り繕いつつ、カロン4の仮想通貨をドルに返金して自らの口座に入れ、アマヤと今捕まっているはずのエリカを救わなければ金を返さないと反撃する。カロン4は自分がPCを紛失したのは過失であり、もしこの件が他のカロンにバレると自分の身も危ないことを話す。アマヤに自宅に来させてそこでPCを渡し、安全が確立出来たらば金も返金するという約束をするマタイアスだったが、デイモンらほかのメンバーは作り話にしてはおかしいと疑い出す。そこで彼らのSkypeにカロン1を名乗るアカウント他無数のカロンがグループに入り、丁度母親と電話連絡をしていたはずのレックスが自宅のマンションの屋上から突き落とされて殺害される。丁度マタイアスの自宅に向かう途中、地下鉄でアマヤの携帯電話の電波が途切れ、監視が薄まった隙にマタイアスは状況を他のメンバーに知らせる。デイモンはツールを用いてエリカの行方を捜し始め、ナリは友人の警官を呼び寄せつつ、トイレに行くフリをしてアマヤを迎えに行こうとする。
しかし、既にPC紛失の件はカロンたちにバレているとカロン4から連絡が来る。カロン1はAJの合成音声を用いてテロを示唆する電話を警察にかけてSWATをAJの自宅に呼び寄せ、更にAJのパソコンをハッキングし、銃器の発砲を示唆する音声を流して駆け付けたSWAT隊員にAJを射殺させる。
セリーナはチャットアプリを通して癌で終末医療を受けてるセリーナの母親と地下鉄構内でアマヤを待つナリの画像を見せられ、カロン1より「どちらかを選べ」と脅迫される。どちらも選べなかったセリーナだったが、まず母親の延命装置がハッキングによって停止させられ、続いてナリが地下鉄の線路内にカロンの構成員に突き落としてナリをカロンに反撃され、アマヤの乗る地下鉄車両に轢かれて両方死亡。嘆き悲しむ間もなくセリーナの元にもカロンの構成員が現れ、彼女を殺害する。
マタイアスはチャット動画で手話を使ってアマヤを別の場所に向かわせ、自分は自転車で迎えに行こうとする。デイモンはカロン4のパソコンからIPアドレスを割り出しカロン一味を打倒しようとするも、カロン1はマタイアスが居なくなった部屋のパソコンをリモート操作して拷問動画に映るカロン構成員の顔をマタイアスの物に合成し、更に構成員がマタイアスの部屋に失神した状態のエリカを運び込んでくる。
デイモンはカロン一味が最初からPCをマタイアスに入手させ、自分たちを拷問動画制作の主犯に仕立てようとしていたことを察したが時すでに遅く、カロン1はハッキングによってマタイアス作ったアプリを利用しアマヤを別の場所に誘導。デイモンの元にもカロン構成員が現れ、彼を自殺に見せかけて殺害し、自分たちが拷問殺害動画の主犯人であるという遺書も残される。そして何も知らないアマヤもカロン構成員に襲撃される。
「なぜこんなことをする？」と絶望の淵に沈むマタイアスにカロン1は「ゲームナイトさ」とマタイアスの音声で答え、「マタイアスを生かすべきか？」という投票を始める。投票の最中、行方不明だったエリカ・ダンがマタイアスの部屋のクローゼットから現れるが、彼女の頭には穴が開けられており、悲鳴を上げたところで通信が切られてしまう。2万を超える投票の結果、「いいえ」の多数により、マタイアスは車に轢かれて死亡する。
物語は114回目のカロン達が主催するゲームナイトが終了し、カロン4を含めた今回のゲームナイトに関わったカロンたちの満足げな笑みを映しながら幕を閉じるのであった。

### 別の結末
最初のエンディングでは、マタイアスは公園でアマヤに会いに行くが、そこでカロンがシャベルで彼を殴り倒し、生き埋めにする。彼がアマヤにビデオ通話すると、カロンたちは彼の電話をハッキングし、唇が読めないように口を歪める。彼が彼女にテキストメッセージを送ると、彼らは彼のメッセージをすべて「もっと上手に手話ができるようになりたい」に変更する。アマヤは混乱したまま、マタイアスが地下の真下で窒息死していることに気づかない。
次のエンディングでは、マタイアスは倉庫に誘い込まれ、アマヤのバッグを見つけ、サークルが彼女を誘拐したことに気づく。彼らは彼に銃を持たせ、彼が泣くのを見ながら、彼が自殺するかどうかを賭ける。映画はその後の展開を描かずに終わる。
最後のエンディングでは、マタイアスはアマヤに会うが、カロンたちは２人を捕まえる。グループは２人を生かすかどうか投票する。カロンの一人が"They_Earned_It.m4v"というタイトルのビデオを再生する。これは、マタイアスがカロン４から自分のビットコインを揺すり取り、エリカ・ダンを無事に家に帰らせればお金は返してもらえると言ったときの動画だった。リバーはため息を打ち負かして投票者は敬意を表して彼らを見逃すことに投票し、彼らが抱き合う様子を撮影する。一方、エリカはマタイアスのクローゼットから這い出て、ノートパソコンに近づき、助けを求めて泣き叫ぶ。彼女は頭蓋骨に穴が開いていることに気づき、恐怖で叫び続ける。カロンがゲームを終わらせるまで、エリカの死にゆく運命は終わる。

## キャスト
- コリン・ウッデル - マタイアス・オブライエン
- ベティ・ガブリエル - ナリ・ジェミシン
- レベッカ・リッテンハウス - セレーナ・ラング
- アンドリュー・リース - デイモン・ホートン
- コナー・デル・リオ - AJ・ジェフコック
- ステファニー・ノゲーラス - アマヤ・デソト
- サヴィラ・ウィンドヤーニ - レックス・パトリ
- チェルシー・オールデン - ケリー
- アレクサ・マンスール - エリカ・ダン
- ダグラス・テイト - カロン4
- ロブ・ウェルシュ - カロン5
- キアラ・ベルトラン - カロン6
- ブライアン・エイドリアン - ジャック

## 製作
2015年4月、『アンフレンデッド』が公開される前であるにも拘わらず、ユニバーサル・ピクチャーズは同作の続編の製作にゴーサインを出した。2017年10月5日、本作の撮影が秘密裏に行われていたことが判明した。その際、『Unfriended: Game Night』というワーキングタイトルが使用された。2018年3月、本作のタイトルが『Unfriended: Dark Web』に決まったと報じられた。

## 公開・マーケティング
2018年3月9日、本作はサウス・バイ・サウスウェストでプレミア上映された。4月にはオーヴァールック映画祭での上映が行われたが、その際には別のエンディングを使用したバージョンが上映された。6月13日、本作の予告編が公開された。7月17日、本作にはエンディングが異なる2種類のバージョンが存在し、そのどちらが上映されるかは劇場ごとに決まっていると報じられた。もしこのような上映方式が採用されていれば、『殺人ゲームへの招待』（1985年）以来のことになった。24日、スティーヴン・サスコ監督はその報道を否定した。監督は「テスト試写の反応を踏まえて、何回もエンディングが変更された。それが原因で勘違いが起きたのだろう」という主旨のことを述べた。

## 興行収入
本作は『マンマ・ミーア! ヒア・ウィー・ゴー』及び『イコライザー2』と同じ週に封切られ、公開初週末に470万ドル前後を稼ぎ出すと予想されていたが、実際の数字はそれを下回るものとなった。2018年7月20日、本作は全米1546館で公開され、公開初週末に365万ドルを稼ぎ出し、週末興行収入ランキング初登場9位となった。これは前作の初動成績を大きく下回るものであった。

## 評価
本作に対する批評家の評価は平凡なものに留まっている。映画批評集積サイトのRotten Tomatoesには106件のレビューがあり、批評家支持率は58%、平均点は10点満点で5.6点となっている。サイト側による批評家の見解の要約は「『アンフレンデッド: ダークウェブ』はタイムリーな主題を掘り下げることよりも、観客を怖がらせることに力点を置いている。しかし、ホラー映画のファンであれば、同作が手堅い作りの面白い作品であると思うはずである。」となっている。また、Metacriticには26件のレビューがあり、加重平均値は53/100となっている。なお、本作のCinemaScoreはCとなっている。